# Fort Saint-Louis (Ontario)
Le Fort Saint-Louis fut à l'origine un poste de traite, établi par la Compagnie de la baie d'Hudson.  En 1672, un fort fut construit à cet endroit.
En 1686, Pierre de Troyes dirigea une expédition pour y déloger les Anglais.  Il dirige la troupe de Pierre Le Moyne d'Iberville, Paul Le Moyne de Maricourt et Jacques Le Moyne de Sainte-Hélène et d'une centaine d'hommes.
Le fort fut donc pris par les Français et Canadiens en 1686, et renommé Fort Saint-Louis. Le fort fut détruit vers 1696. La Compagnie de la baie d'Hudson établit un nouveau poste en 1730.